# Gardenia (roślina)

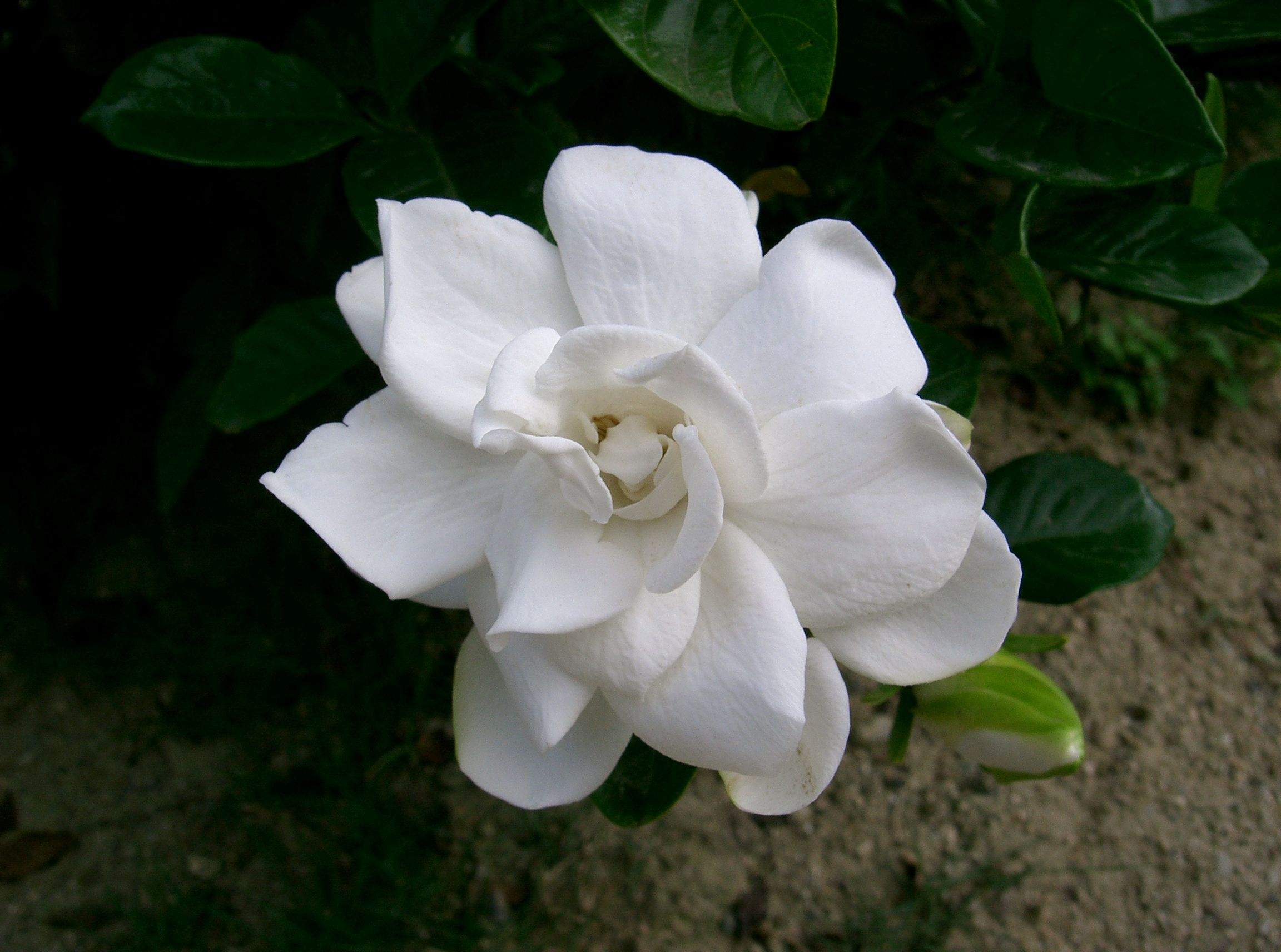
Kwiat gardenii jaśminowej

Gardenia (Gardenia J. Ellis) – rodzaj roślin z rodziny marzanowatych. Należy do niego około 200 gatunków pochodzących głównie z tropikalnych obszarów Azji i południowej Afryki. Nazwa pochodzi od nazwiska przyrodnika Alexandra Gardena (1730-1791) i została nadana przez Karola Linneusza. 

## Systematyka
Synonimy
Berghias Juss., Bergkias Sonn., Bertuchia Dennst., Caquepira J. F. Gmel., Decameria Welw., Gardena Adans., orth. var., Kumbaya Endl. ex Steud., Piringa Juss., Pleimeris Raf., Sahlbergia Neck., Sulipa Blanco
Thunbgeria Montin, Varnera L., Warneria L., Yangapa Raf.
Pozycja systematyczna według APweb (aktualizowany system APG III z 2009)
Należy do rodziny marzanowatych (Rubiaceae), która jest kladem bazalnym w obrębie rzędu goryczkowców (Gentianales) z grupy astrowych spośród roślin okrytonasiennych.
Pozycja w systemie Reveala (1993-1999)
Gromada okrytonasienne Cronquist, podgromada Magnoliophytina Frohne & U. Jensen ex Reveal, klasa Rosopsida Batsch, podklasa jasnotowe Takht. ex Reveal, nadrząd Gentiananae Thorne ex Reveal, rząd marzanowce Dumort., podrząd Rubiineae Raf., rodzina marzanowate Juss., podrodzina Gardenioideae Kostel., plemię Gardenieae A. Rich. ex DC., podplemię Gardeniinae DC., rodzaj gardenia (Gardenia J. Ellis).
Wybrane gatunki
- Gardenia brachythamnus (K. Schum.) Launert
- Gardenia brighamii H. Mann
- Gardenia carinata Wall.
- Gardenia cornuta Hemsl.
- Gardenia fortunei.
- Gardenia gummifera
- Gardenia imperialis
- Gardenia gjellerupii Valeton
- Gardenia jasminoides J. Ellis – gardenia jaśminowata
- Gardenia latifolia Aiton
- Gardenia mannii H. St. John & Kuykendall
- Gardenia philastrei Pierre ex Pit.
- Gardenia posoquerioides S. Moore
- Gardenia pseudopsidium (Blanco) Fern.-Vill.
- Gardenia resinifera Roth
- Gardenia sootepensis Hutch.
- Gardenia taitensis DC. – gardenia tahitańska
- Gardenia ternifolia Schumach.
- Gardenia thunbergia L. f.
- Gardenia tubifera Wall.
- Gardenia volkensii K. Schum.

## Zastosowanie
Niektóre gatunki są uprawiane jako rośliny ozdobne. W Polsce ze względu na klimat mogą być uprawiane tylko w szklarni lub jako rośliny pokojowe.